# Bellator 207
Bellator 207: Mitrione vs. Bader è stato un evento di arti marziali miste tenuto dalla Bellator MMA il 12 ottobre 2018 alla Mohegan Sun Arena di Uncasville negli Stati Uniti.

## Risultati
|                   | Divisione               |                   |           |                    | Metodo                                        | Round     | Tempo     | Premio    |
| Main Card         | Main Card               | Main Card         | Main Card | Main Card          | Main Card                                     | Main Card | Main Card | Main Card |
| ----------------- | ----------------------- | ----------------- | --------- | ------------------ | --------------------------------------------- | --------- | --------- | --------- |
|                   | Pesi massimi            | Ryan Bader        | batte     | Matt Mitrione      | Decisione unanime (30–25, 30–24, 30–25)       | 3         | 5:00      | [ 1 ]     |
|                   | Pesi massimi            | Sergei Kharitonov | batte     | Roy Nelson         | KO tecnico (pugni e ginocchiata)              | 1         | 4:59      |           |
|                   | Pesi welter             | Lorenz Larkin     | batte     | Ion Pascu          | Decisione unanime (29–28, 29–28, 29–28)       | 3         | 5:00      |           |
|                   | Pesi leggeri            | Corey Browning    | batte     | Kevin Ferguson Jr. | KO tecnico (pugni)                            | 2         | 2:08      |           |
|                   | Pesi leggeri            | Mandel Nallo      | batte     | Carrington Banks   | KO (ginocchiata)                              | 2         | 0:57      |           |
| Card Preliminare  |                         |                   |           |                    |                                               |           |           |           |
|                   | Pesi medi               | Vinicius de Jesus | batte     | Tim Caron          | Decisione unanime (30–27, 29–28, 29–28)       | 3         | 5:00      |           |
|                   | Pesi piuma femminili    | Janay Harding     | batte     | Sinead Kavanagh    | KO tecnico (stop dell'arbitro)                | 1         | 5:00      |           |
|                   | Pesi medi               | André Fialho      | batte     | Javier Torres      | Decisione maggioritaria (28–28, 29–28, 29–28) | 3         | 5:00      |           |
|                   | Pesi mosca femminili    | Sarah Click       | batte     | Kristi Lopez       | Decisione maggioritaria (30–27, 30–27, 30–27) | 3         | 5:00      |           |
|                   | Catchweight (136.5 lbs) | Michael Kimbel    | batte     | Alex Potts         | KO (pugno)                                    | 1         | 0:06      |           |
|                   | Pesi mosca femminili    | Alexandra Ballou  | batte     | Lisa Blaine        | KO tecnico (gomitate)                         | 3         | 3:28      |           |
|                   | Pesi welter             | Pat Casey         | batte     | Kastriot Xhema     | Decisione unanime (30–26, 30–26, 30–26)       | 3         | 5:00      |           |
| Card Postliminare |                         |                   |           |                    |                                               |           |           |           |
|                   | Pesi welter             | Kemran Lachinov   | batte     | Sean Lally         | Decisione unanime                             | 3         | 5:00      |           |